# Cas Pla Territorial de Mallorca
El Cas Pla Territorial de Mallorca va ser un presumpte cas de corrupció succeït a Mallorca durant la legislatura 2003-2007 en què el Partit Popular de les Illes Balears governava al Govern de les Illes Balears i UM al Consell Insular de Mallorca.
El 12 de desembre de 2007, la fiscalia del Tribunal Superior de Justícia de les Illes Balears denuncià als jutjats d'instrucció de Palma la comissió dels presumptes delictes de prevaricació i urbanístics en el procés de gestació i aprovació del Pla Territorial de Mallorca, que el 2004, donà peu a la requalificació de mil hectàrees en cinc municipis de Mallorca. En aquell moment, l'escrit del fiscal no acusava cap polític ni cap promotor en concret.
L'abril de 2008, la mateixa fiscalia va interposar una querella criminal per tres presumptes delictes: tràfic d'influències, ús d'informació privilegiada i prevaricació. El jutge Miquel Florit va acceptar la querella i va decidir començar amb la ronda de compareixences.
Se sospitava que alguns polítics mallorquins podrien haver utilitzat la informació de la qual disposaven abans que s'aprovàs el Pla Territorial de Mallorca per oferir bons negocis a un grup de privilegiats empresaris de la construcció, entre els quals es trobarien Mateu Sastre, del grup Ibercon; Vicenç Grande, del grup Drac; i Fausto Ferrero, del Grup Fer.
Els polítics presumptament implicats en aquest cas foren Bartomeu Vicens (UM), en aquells moments conseller de Territori del Consell de Mallorca i Jaume Font (PPB), en aquells moments conseller de Medi Ambient del Govern Balear.
El cas fou instruït pel jutge Miquel Florit del Jutjat d'instrucció número 1 de Palma. El 3 de novembre de 2010 el jutge, a petició de la fiscalia, va decretar el sobreseïment provisional de la causa i l'arxivament de les actuacions. Tot i que en l'acte de sobreseïment es reconeixia que "són nombrosos els indicis incriminatoris relacionats amb el PTM", centrats especialment en tres Àrees de Reconversió Territorial (ART), s'apuntava també que només hi havia "meres sospites basant-se en les quals no es pot construir una acusació". Això no obstant, el jutge va desestimar el sobreseïment lliure que alguna de les parts imputades havia sol·licitat, "atès que no es pot descartar definitivament la comissió dels fets i delictes denunciats".